# Operación Foco
La Operación Foco (en hebreo: מבצע מוקד‎, Mivtza Moked) fue el nombre dado al ataque aéreo preventivo llevado a cabo por Israel al comienzo de la guerra de los Seis Días en junio de 1967.
A las 07:45 de la mañana del 5 de junio de 1967, la Fuerza Aérea Israelí bajo el mando del Aluf Mordechai Hod comenzó un ataque aéreo masivo que destruyó gran parte de la fuerza aérea egipcia en tierra. Ya en el mediodía, fueron destruidas aproximadamente 450 aviones de combate de las fuerzas aéreas egipcias, jordanas y sirias. En esta campaña se destruyeron 18 bases aéreas egipcias, lo que dificultó las operaciones de la Fuerza Aérea de Egipto durante el resto de la contienda.

## Resumen de la operación
La operación tuvo tres oleadas principales y varias oleadas menores durante los días siguientes a la operación, en las cuales las fuerzas israelíes destruyeron un total de 452 aviones de combate, la mayoría de ellos en tierra. Esta operación dejó a la IAF con el control total sobre el cielo, pudiendo así asistir con mucha efectividad a las unidades de tierra de las Fuerzas de Defensa Israelíes (IDF).
El gran éxito de las operaciones se consiguió concentrando los ataques iniciales en la destrucción de las pistas de aterrizaje, dañándolas con bombas especiales para esta finalidad, del tipo Matra Durandal, de forma que no fuesen fácilmente reparables en tanto la explosión no solamente formaba un cráter en la písta de aterrizaje sino que afectaba a varios metros más de pista formando una pequeña depresión del suelo suficiente para impedir el tránsito de un avión: los ingenieros militares no debían solamente rellenar el cráter sino retirar escombros de pista y cubrir todo el terreno hundido alrededor del cráter, por lo cual tomaría varias horas reparar una sola pista. Como había predicho el general de aviación israelí Mordejai Hod un avión a reacción es un arma mortal en el aire, pero en tierra es inútil y con las pistas de despegue destruidas, los aviones de las bases aéreas no podían despegar, quedando desprotegidos ante subsecuentes ataques de Israel.

### 5 de junio

Aviones egipcios destruidos en tierra.

La Operación Foco comenzó a las 7:45am en hora israelí (6:45 en hora egipcia). De los 196 aviones de combate de Israel, solo doce se quedaron para patrullar el espacio aéreo israelí; el resto tomaron parte de la ofensiva. La primera oleada se dirigió primero al oeste sobre el Mar Mediterráneo antes de doblar al sur en dirección a Egipto, siendo que para entonces la jefatura militar israelí, con un eficiente trabajo de espionaje, había logrado ubicar las bases de la fuerza aérea egipcia. Los aviones israelíes volaron además a baja altura para evitar el radar enemigo y por debajo de la altura mínima que necesitaban los cohetes antiaéreos SA-2 egipcios para interceptar aviones.
Así, de modo repentino los aviones israelíes atacaron once bases enemigas, sorprendiendo a las escuadras con sus aviones en tierra, y con tardía respuesta de la también desprevenida defensa antiaérea, usando los israelíes las bombas Matra Durandal que inutilizaron las pistas atacadas e impidieron que los aviones egipcios pudieran siquiera despegar para defenderse. Tras volver a sus bases en Israel, verificar el estado físico de los pilotos y recargar combustible y municiones, en un lapso de tan solo siete minutos, la segunda oleada de la IAF atacó catorce bases egipcias, volviendo a sus bases con pérdidas mínimas. Esa segunda oleada, tras aterrizar en sus bases y volver a repostar combustible, dio paso a una definitiva y demoledora tercera oleada de ataque, que selló, inapelablemente, la suerte de las fuerzas aéreas de Egipto, Siria y Jordania. Habían pasado cerca de tres horas apenas entre el inicio del primer ataque y la conclusión del tercero.
Los primeros compases de la operación fueron todo un éxito: la fuerza aérea egipcia, con cerca de 500 aviones de combate, fue destruida en un espacio de tres horas, con pequeñas perdidas para la IAF. La respuesta de Siria, Jordania e Irak a los ataques israelíes fue poco efectiva, ya que la mayoría de las incursiones que lanzaron se dirigió contra objetivos civiles. En respuesta a estos ataques, algunos de los aviones de la IAF que participaban en la tercera oleada contra Egipto, cambiaron sus objetivos en medio de la operación para ir contra objetivos sirios y jordanos. Como resultado, tras el primer día de guerra, las fuerzas israelíes contaban con el dominio absoluto del aire, amén de que sus aparatos eran de la más alta tecnología de aquella época.

### Del 6 al 11 de junio
Durante el segundo día de la guerra, 6 de junio, la IAF controlaba totalmente el espacio aéreo, por lo que pudo dedicarse a dar soporte y apoyo total a las fuerzas terrestres de Israel.
El cuarto día, 8 de junio, gracias a su dominio total del aire la IAF destruyó cientos de vehículos egipcios -desde camiones hasta carros de combate- que trataban de cruzar el Sinaí en convoyes. A estas alturas, la fuerza aérea jordana, compuesta de apenas 34 aviones de combate, prácticamente había desaparecido y con ello se hizo inviable la presencia militar de Jordania en la guerra.
Ya en el sexto día de guerra, 11 de junio, Siria había perdido aproximadamente 100 aviones de combate, con lo que la lucha había prácticamente finalizado.

### Secuelas

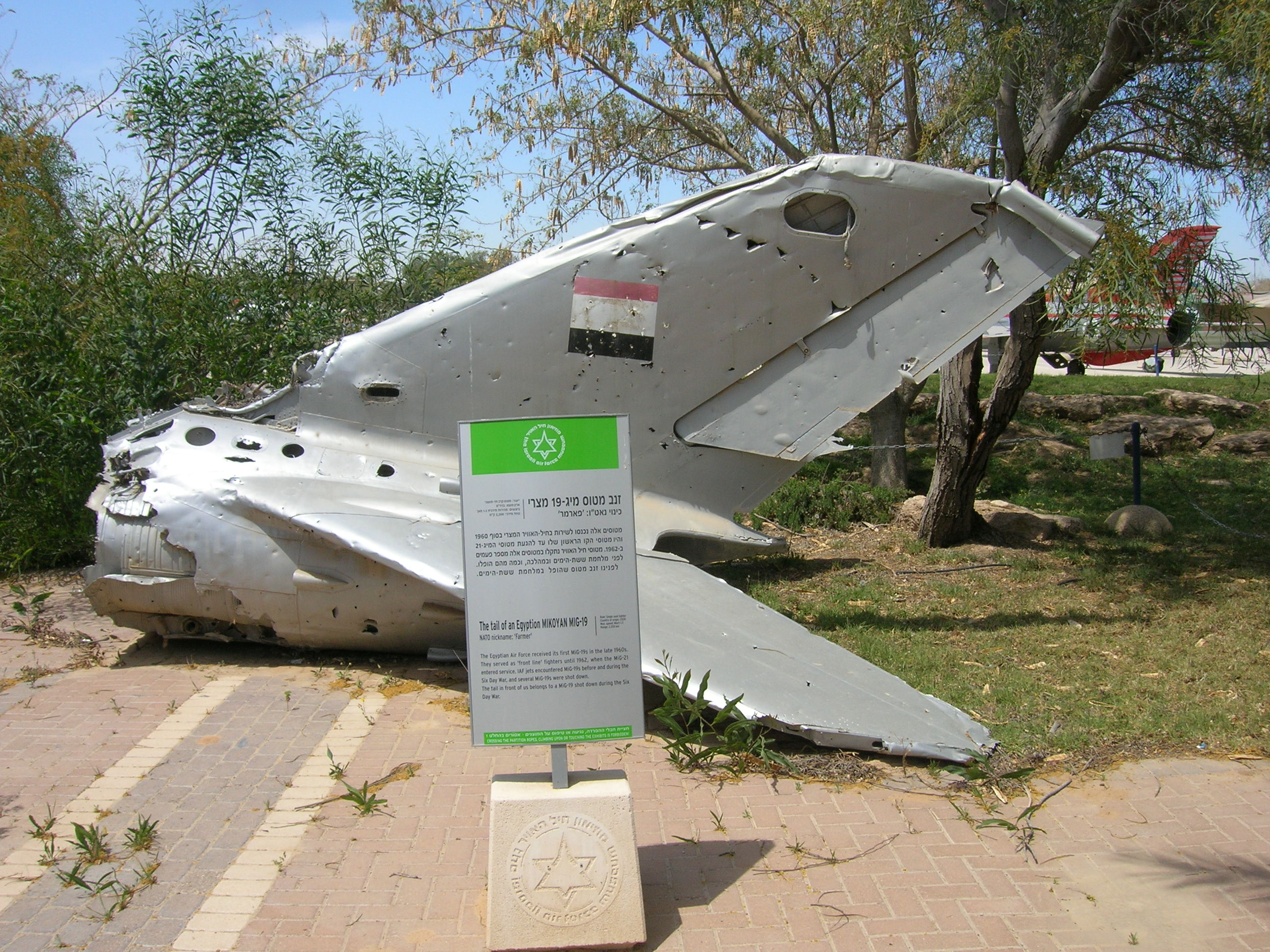
Cola de un avión egipcio MiG-19 derribado.

La Fuerza Aérea Israelí, compuesta por 196 aviones de combate, derrotó a una coalición de aproximadamente 600 aviones, destruyendo 452 de ellos, incluyendo 79 en combate aéreo y perdiendo tan solo 46 de los suyos.

## Número de aviones destruidos

### Por país

#### Países árabes
- Egipto: 338 aviones.
- Siria: 61 aviones.
- Jordania: 29 aviones.
- Irak: 23 aviones.
- Líbano: 1 avión.

#### Israel
- Israel: 12 aviones durante la operación.

### Por oleadas
1. Primera oleada (7:45am): 101 vuelos; 11 aeropuertos atacados por 183 aviones de la IAF; 197 aviones egipcios y ocho estaciones de radar destruidos. Cinco pilotos de la IAF muertos y cinco capturados.
2. Segunda oleada (9:30am): 164 vuelos; 16 aeropuertos atacados; 107 aviones egipcios destruidos; 2 aviones sirios destruidos.
3. Tercera oleada (12:15pm): 85 vuelos contra Egipto, 48 contra Jordania, 67 contra siria y uno contra Irak.